# Strzępiak wierzbowy
Strzępiak wierzbowy (Inocybe salicis Kühner) – gatunek grzybów należący do rodziny strzępiakowatych (Inocybaceae).

## Systematyka i nazewnictwo
Pozycja w klasyfikacji według Index Fungorum: Inocybe, Inocybaceae, Agaricales, Agaricomycetidae, Agaricomycetes, Agaricomycotina, Basidiomycota, Fungi.
Według Index Fungorum jest to takson niepewny.
Nazwę polską podał Andrzej Nespiak w 1990 roku.

## Morfologia
Kapelusz
Średnica 1–3 cm, początkowo stożkowaty, potem rozpostarty z garbkiem w kształcie brodawki. Brzeg początkowo podgięty, potem rozprostowujący się. Powierzchnia delikatnie włóknista, przy brzegu porysowana, o barwie płowej, jasnobrązowej lub ochrowobrązowej. Na garbku zanikające resztki osłony.
Blaszki
Z blaszeczkami, początkowo szaroochrowe, potem płowoszare. Ostrza silnie orzęsione.
Trzon
Wysokość 1,5–5 cm, grubość 0,2–0,4 cm, walcowaty, nieco wygięty, z wyraźną, grubą i obrzeżoną bulwką. Powierzchnia początkowo biaława, z czasem ciemniejąca i osiągająca taką samą barwę, jak kapelusz. Tylko bulwka pozostaje biała. Trzon oprószony na całej długości.
Miąższ
W kapeluszu białawy, w trzonie o barwie jasnego drewna i włóknisty. Brak wyraźnego zapachu.
Cechy mikroskopowe
Zarodniki 10–13 × 8–10 µm. Cheilocystydy i pleurocystydy 50–75 × 20–30 µm i ścianie grubości 3–5 µm. Kaulocystydy podobne, ale nieco mniejsze, z kryształkami lub bez.

## Występowanie i siedlisko
W piśmiennictwie naukowym na terenie Polski do 2003 r. podano cztery stanowiska.
Grzyb mikoryzowy. Występuje na ziemi w lasach.